# 帶式欖球
帶式欖球，也称为非撞式欖球（英語：Tag rugby）是一種聯盟式橄欖球的衍生運動，以拿走對方帶在腰上的魔術貼以表示抱截。當對方拿走其魔術貼時，需要大聲地說「TAG！」及將其拿高，以令被抱截者知道要傳球給後面的人。這個運動並沒有任何年齡、性別的限制。它的危險度亦比聯盟式橄欖球低，這是因為沒有抱截的動作，並不會令他人受傷。這個運動雖然只是一種衍生運動，但是這個運動亦都有變種，它們分別是澳式帶式欖球及小型帶式欖球。如果持欖球的球員的魔術貼沒有被扯下，並到達得分區，該隊並可得一分。比賽時，每隊分別有七人，每次比賽三場，每場約十五分鐘。

## 犯規設定
| 犯規描述                             | 懲罰                     |
| ------------------------------------ | ------------------------ |
| 向前跌球                             | 定位開球                 |
| 向前傳球                             | 定位開球                 |
| 越位                                 | 定位開球                 |
| 開球的球員不可以自己一開始便帶球進攻 | 轉發球                   |
| 阻礙及身體碰撞                       | 被罰離場５分鐘或定位開球 |
| 將對方的帶子脫下後，將其亂拋         | 定位開球                 |
| 故意或無意踢球                       | 定位開球                 |